# Horkelia californica
Horkelia californica är en rosväxtart. Horkelia californica ingår i släktet Horkelia och familjen rosväxter.

## Underarter
Arten delas in i följande underarter:
- H. c. californica
- H. c. dissita
- H. c. brevibracteata
- H. c. elata
- H. c. frondosa